# King's College Chapel

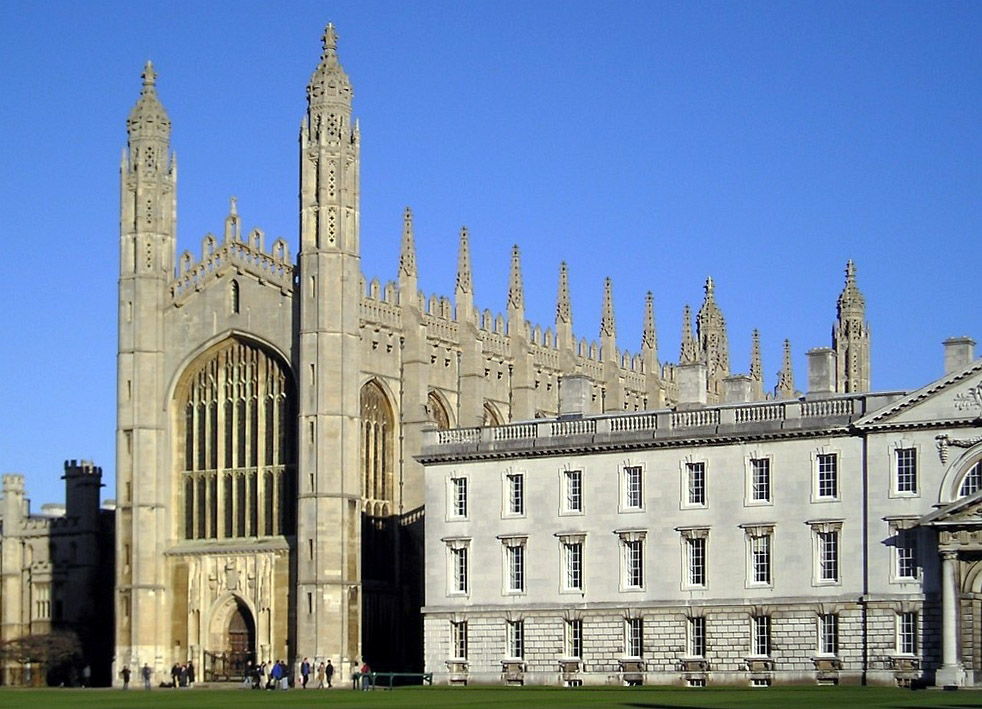
King's College Chapel (parcialmente encoberta pelo edifício Gibbs), visto dos Backs.

King's College Chapel (em português: "Capela do Colégio do Rei") é a capela do King's College da Universidade de Cambridge, e é um dos melhores exemplos da arquitetura inglesa gótica (perpendicular) tardia.

## Construção
Henrique VI planeou uma universidade em contrapartida ao Eton College (cuja capela é muito semelhante, embora inacabada), sendo a capela a única parte que foi construída. O rei decidiu as dimensões da capela. O arquiteto foi Reginald Ely, que foi encomendado em 1444. A primeira pedra da capela foi colocada no dia de São Tiago, em 25 de julho de 1446, embora o Colégio tenha sido iniciado em 1441. Até ao final do reinado de Ricardo III (1485), apesar da Guerra das Rosas, cinco baias tinham sido concluídas e um telhado de madeira erguido. Henrique VII visitou-a em 1506, para pagar o trabalho, para o retomar, e até mesmo deixando o dinheiro para que o trabalho pudesse prosseguir após a sua morte. Em 1515, no reinado de Henrique VIII, o edifício foi concluído, mas as grandes janelas ainda tinham de ser feitas.
A capela tem um comprimento total de 88 metros, e a largura da abóbada principal está a 12 metros. A altura interior é de 24 metros e a altura exterior é de 28.  Possui a maior abóbada palmeada do mundo, vitrais e a pintura A Adoração dos Magos por Rubens, originalmente pintada em 1634 para o Convento das Freiras Brancas em Louvain, na Bélgica.

## As Grandes Janelas

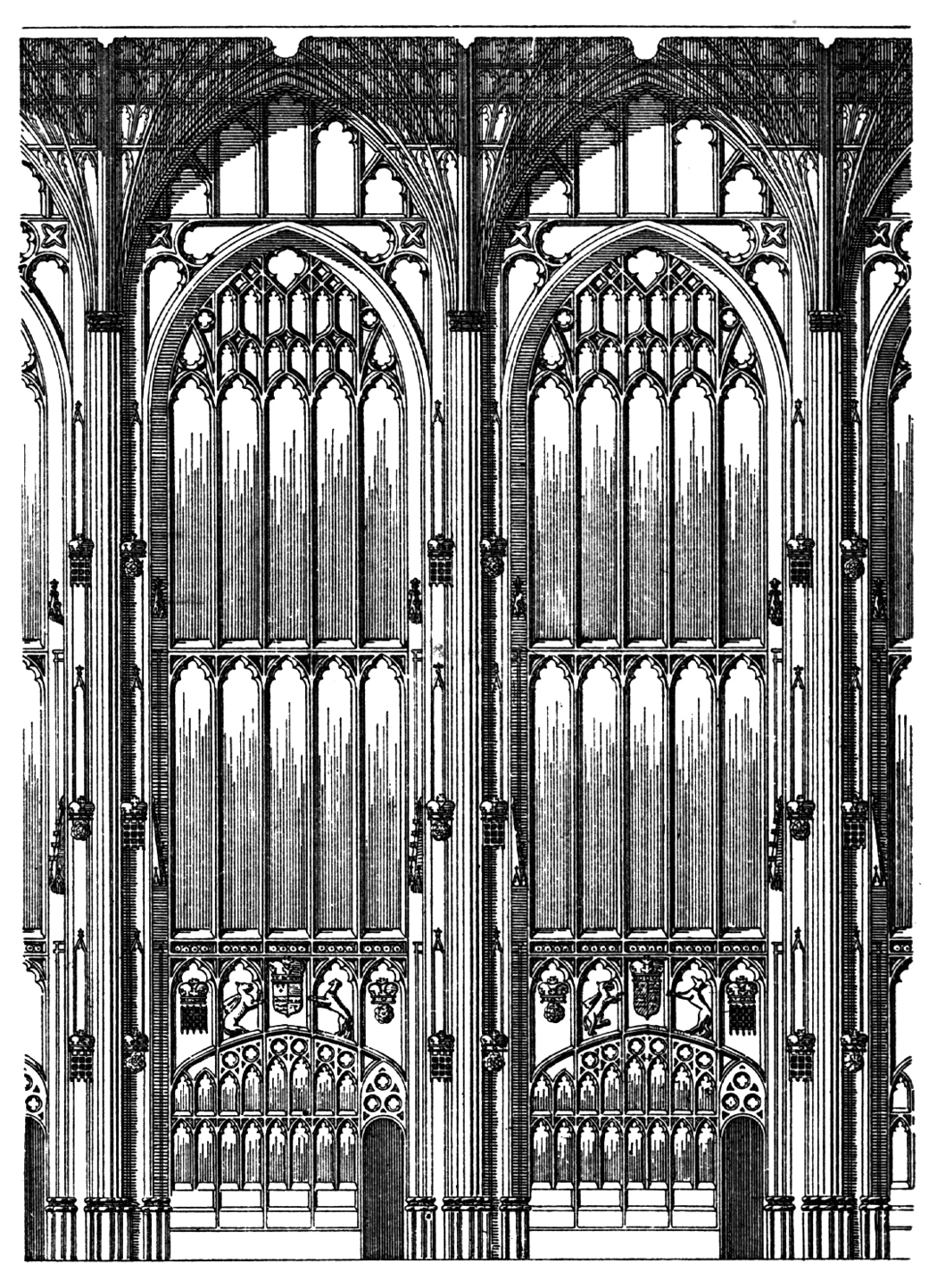
Duas janelas vistas do interior.

As janelas da capela são das melhores do mundo da sua época. Há 12 grandes janelas de cada lado da capela, janelas maiores e nas extremidades leste e oeste. Com excepção da janela do oeste, for feitas por flamengos e datam de 1515 a 1531. Barnard Flower, o primeiro não-inglês, apontado como vidraceiro do Rei, completou quatro janelas. Gaylon Hone, com três sócios (dois Inglês e um flamengo), são responsáveis pela janela do leste e, outros 16 entre 1526 e 1531. As últimas quatro foram feitas por Francis Williamson e Symon Symondes. A janela moderna está no lado oeste, feita pela empresa Clayton and Bell, e data de cerca de 1879.

## A utilização actual
A capela é, ativamente, utilizada como um local de adoração, e também para alguns concertos e eventos da faculdade. A capela é conhecida pela sua esplêndida acústica. O mundialmente famoso coro da capela é composto por estudiosos corais (alunos do sexo masculino da faculdade) e coralistas (meninos educados na escola das proximidades), conduzidos pelo diretor de música Stephen Cleobury. O coro canta serviços na maioria dos dias, e também realiza concertos e faz gravações e transmissões. Em particular, passou a emitir o seu Nine Lessons and Carols na BBC a partir da Capela no Natal por muitas décadas. Além disso, há um misto de voz no coro de estudantes do sexo masculino e feminino, o King's Voices, que canta sempre às segundas-feiras.
A capela é amplamente vista como o símbolo de Cambridge (por exemplo, no logótipo da Câmara Municipal).